# Zágráb–Fiume-vasútvonal
A Zágráb–Fiume-vasútvonal egy normál nyomtávolságú, egyvágányú, 25 kV 50 Hz áramrendszerrel villamosított vasútvonal Zágráb és Fiume között Horvátországban.
A 228 km hosszúságú vonal nemzetközi jelentőségű. A legnagyobb megengedett sebesség Zágráb–Károlyváros között 100 és 140 km/h, Károlyváros–Fiume között 50 és 80 km/h, billenőszekrényes vasúti járművel 100 km/h.

## Villamosítása
A kapcsolódó Pivka–Fiume-vasútvonalat az Olaszországban is használt 3000 V egyenárammal villamosították, így a Zágráb–Fiume-vasútvonalon is ezt a rendszert kezdte el kiépíteni a Jugoszláv Államvasutak.
A villamos üzem felvétele szakaszosan valósult meg:
- 1953: Fiume-Fužine
- 1960: Fužine-Moravice
- 1963: Moravice-Károlyváros
- 1970: Károlyváros-Zágráb főpályaudvar

A Jugoszláv Államvasutak azonban már később már úgy döntött, hogy az egyenáramú rendszer helyett 25 kV 50 Hz-es váltakozó áramrendszerrel folytatja a villamosítást, akár csak a Zágráb–Belgrád-vasútvonal esetében. A már meglévő szakaszokat is fokozatosan elkezdték átalakítani az egyenáramú rendszerhez.
A következő szakaszokon a vonalat váltakozó áramrendszerre alakították át:
- 1985: Zágráb főpályaudvar - Hrvatski Leskovac
- 1987: Hrvatski Leskovac–Moravice

Moravice hosszú ideig rendszerváltó állomássá vált.
Több évnyi építés után, akkor már a Horvát Államvasutak üzemeltetése alatt, az utolsó hiányzó rész Fiuméig is 25 kV-os rendszerre tért át. 2012. decemberére így a teljes Zágráb–Fiume-vasútvonal egységesen váltakozó áramrendszerre tért át.

## A jövő
Felmerült, hogy a vasútvonal egy részét egy új nyomvonalon megépítik, ahol a vonatok sebességét 200 km/h-ra lehet emelni. A terv egyelőre lekerült a napirendről.

## Képgaléria

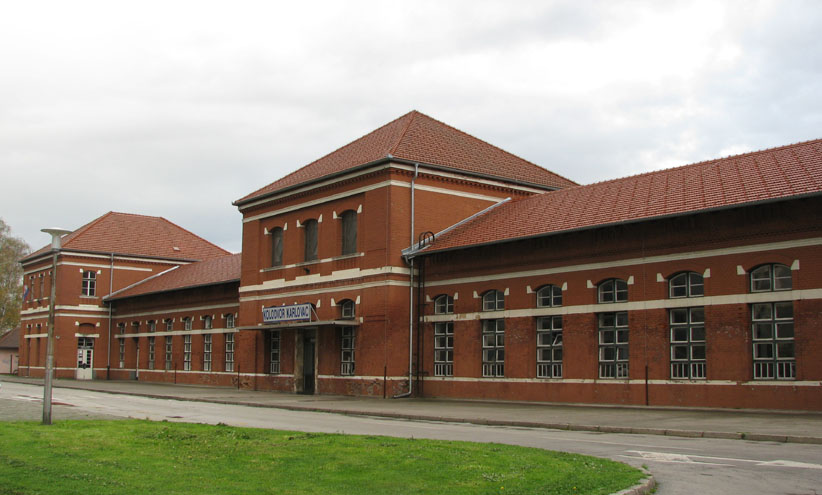
Károlyváros állomás
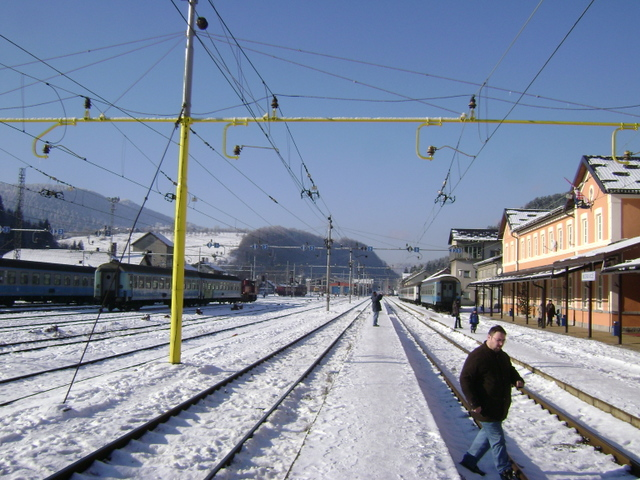
Moravice állomás
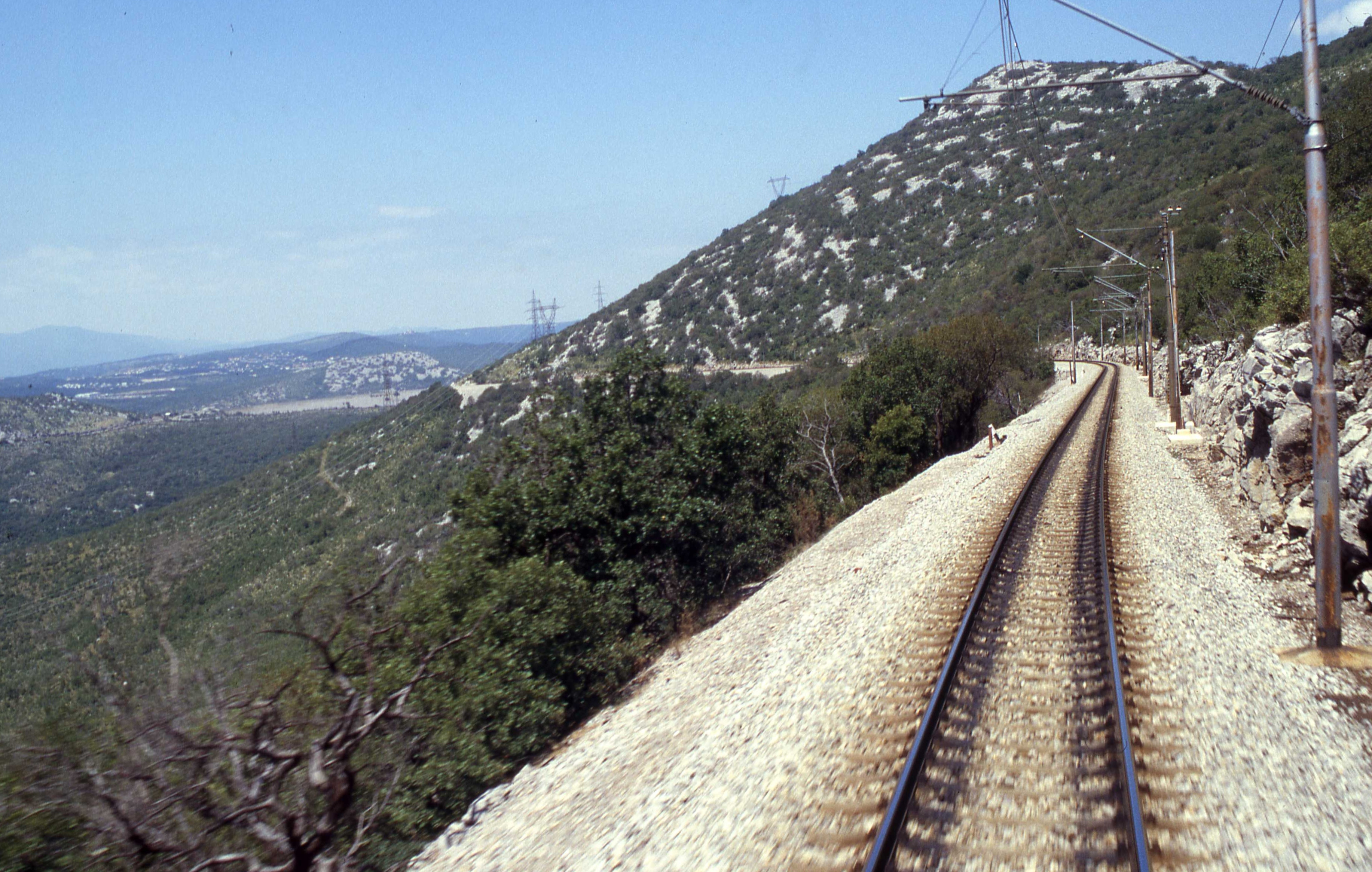
A vasútvonal Oštarije és Fiume között
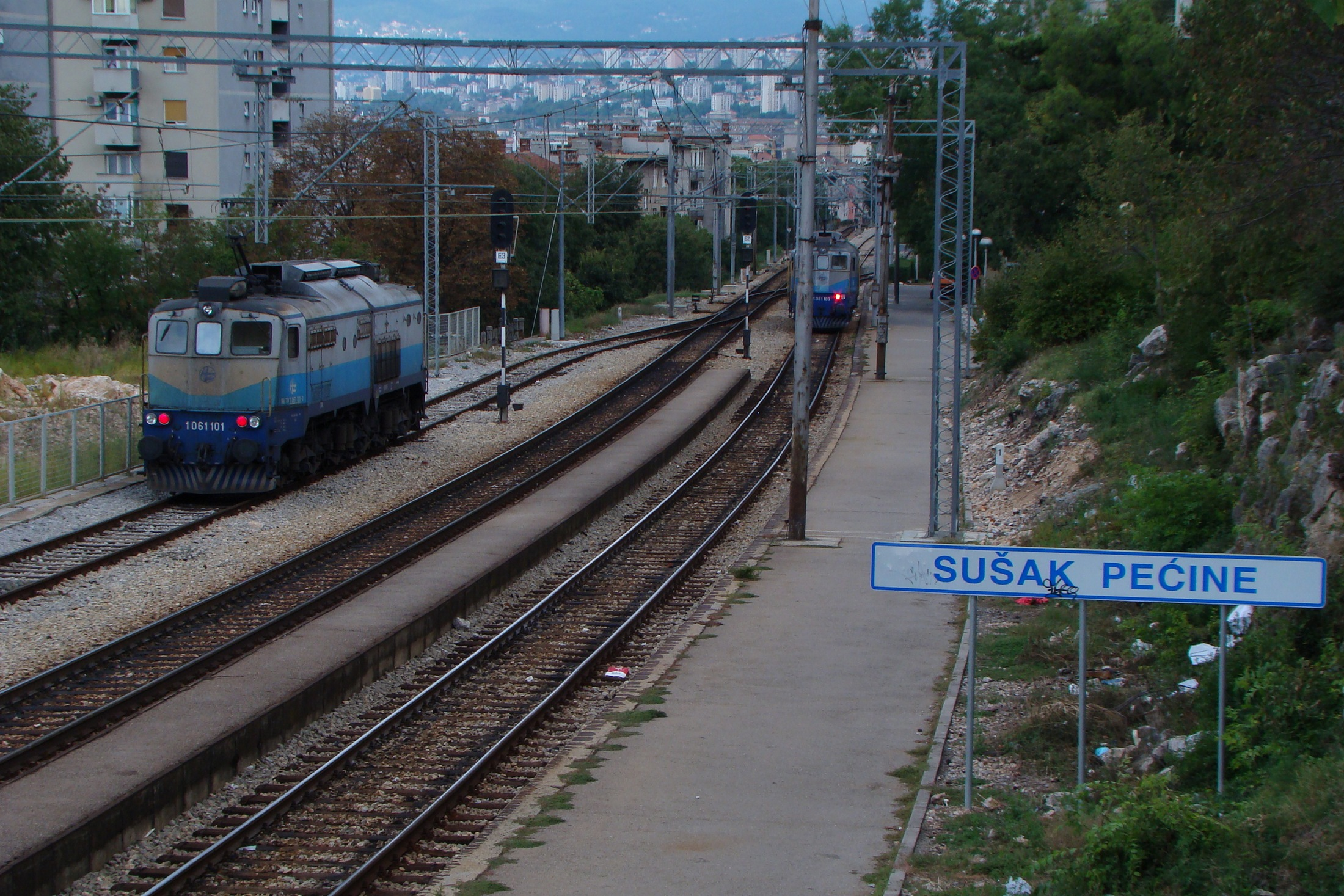